# 奧懷希縣
奧懷希縣（英語：Owyhee County）是美国爱达荷州西南部的一個縣，西鄰俄勒冈州，南鄰内华达州，面積19,934平方公里，位於博伊西都會區內。根據2020年美國人口普查，奧懷希縣共有人口12,133人。奧懷希縣的縣治為莫菲。

## 歷史
奧懷希縣成立於1863年12月31日，是本州第一個被州政府承認的縣份。縣名是夏威夷的誤讀，源於1819至1920年夏威夷的毛皮商人。儘管博伊西縣、內茲佩爾塞縣和肖肖尼縣與奧懷希縣同時成立，但是因它們是由華盛頓領地成立的，因此直至1864年2月都不被愛達荷領地承認。於1867年，奧懷希縣的縣治由紅寶石市遷至白銀市。
奧懷希縣原有的領土北至斯内克河，東至洛磯山脈。但在成立後不到一個月的1864年1月，奧奈達縣便自奧懷希縣獨立。而喀細亞縣亦於1879自奧懷希縣獨立。於1930年，奧懷希縣的邊界才沒有再被改變。於1934年，白銀市衰落，迫使奧懷希縣政府把縣治遷至現址，即莫菲。

## 地理

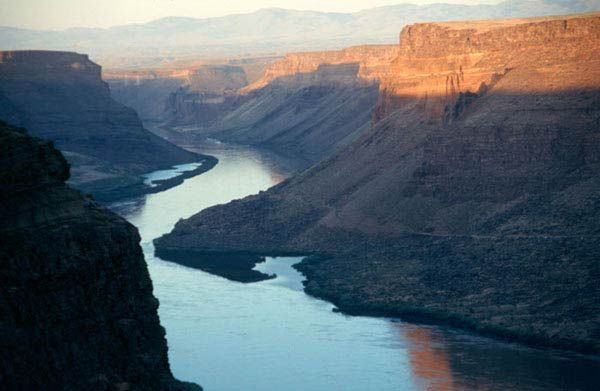
斯內克河鳥類捕食國家野生生物保護區

根據2000年人口普查，奧懷希縣的面積為7,696.71平方英里（19,934.4平方），其中有7,677.98平方英里（19,885.9平方），即99.76%為陸地；18.72平方英里（48.5平方），即0.24%為水域。奧懷希縣既是州中面積第二大的縣份，亦是美國面積第25大縣份。

### 毗鄰縣
- 坎寧縣：北方
- 埃達縣：北方
- 埃爾莫爾縣：北方
- 特溫福爾斯縣：東方
- 内华达州 埃爾科縣：南方
- 內華達州 洪堡縣：西南方
- 俄勒冈州 馬盧爾縣：西方

### 國家保護區
- 大千斤頂小河原野（英语：Big Jacks Creek Wilderness）
- 布諾 - 賈巴茲河原野（英语：Bruneau Jarbidge Rivers Wilderness）
- 鹿平國家野生動物保護區（英语：Deer Flat National Wildlife Refuge）（部分）
- 小千斤頂小河原野（英语：Little Jacks Creek Wilderness）
- 北叉子奧懷希原野（英语：North Fork Owyhee Wilderness）
- 奧懷希河原野（英语：Owyhee River Wilderness）
- 極點小河原野（英语：Pole Creek Wilderness）
- 斯內克河鳥類捕食國家野生生物保護區（英语：Morley Nelson Snake River Birds of Prey National Conservation Area）（部分）

## 人口
| 调查年       | 人口   | 备注 | %±     |
| ------------ | ------ | ---- | ------ |
| 1870         | 1,713  |      | —      |
| 1880         | 1,426  |      | −16.8% |
| 1890         | 2,021  |      | 41.7%  |
| 1900         | 3,804  |      | 88.2%  |
| 1910         | 4,044  |      | 6.3%   |
| 1920         | 4,694  |      | 16.1%  |
| 1930         | 4,103  |      | −12.6% |
| 1940         | 5,652  |      | 37.8%  |
| 1950         | 6,307  |      | 11.6%  |
| 1960         | 6,375  |      | 1.1%   |
| 1970         | 6,422  |      | 0.7%   |
| 1980         | 8,272  |      | 28.8%  |
| 1990         | 8,392  |      | 1.5%   |
| 2000         | 10,644 |      | 26.8%  |
| 2010         | 11,526 |      | 8.3%   |
| [ 1 ] [ 10 ] |        |      |        |

根據2000年人口普查，奧懷希縣擁有10,644居民、3,710住戶和2,756家庭。其人口密度為每平方英里1.4居民（每平方公里0.5居民）。奧懷希縣擁有4,452間房屋單位，其密度為每平方英里0.6間（每平方公里0.2間）。奧懷希縣的人口是由76.87%白人、0.15%黑人、3.21%土著、0.47%亞洲人、0.08%太平洋岛民、16.50%其他種族和2.72%混血构成。而西班牙裔或拉丁美洲人佔了人口23.10%。在90.11%白人當中，有12.5%為德國人、10.4%為英國人以及8.1%為愛爾蘭人。
在3,710住户中，有37.8%擁有一個或以上的兒童（18歲以下）、61.2%為夫妻、8.7%為單親家庭、25.7%為非家庭、21.80%住户為獨居、9.5%有同居長者。平均每戶有2.85人，而平均每個家庭則有3.35人。在10,644居民中，有31.9%為18歲以下、8.5%為18至24歲、26.5%為25至44歲、20.9%為45至64歲以及12.1%為65歲以上。人口的年齡中位數為33歲，每100個女性就有109.00個男性。而每100個成年女性（18歲以上）就有107.60個成年男性。
奧懷希縣的住戶收入中位數為$28,339，而家庭收入中位數則為$32,856。男性的收入中位數為$25,146，而女性的收入中位數則為$20,718。奧懷希縣的人均收入為$13,405。約14.20%家庭和16.90%人口在貧窮線以下，包括20.80%兒童（18歲以下）及12.10%長者（65歲以上）。